# بيل سوليفان (لاعب كرة قاعدة)
بيل سوليفان (بالإنجليزية: Bill Sullivan)‏ هو لاعب كرة قاعدة أمريكي، ولد في 4 يوليو 1853، وتوفي في 13 نوفمبر 1884 في هوليوك في الولايات المتحدة.